# Saint-Vincent-de-Barbeyrargues
Saint-Vincent-de-Barbeyrargues è un comune francese di 701 abitanti situato nel dipartimento dell'Hérault nella regione dell'Occitania.

## Società

### Evoluzione demografica
Abitanti censiti